# Chasse au trésor
Ne doit pas être confondu avec Recherche de trésor.
Pour la série télévisée américaine, voir Chasse aux trésors.

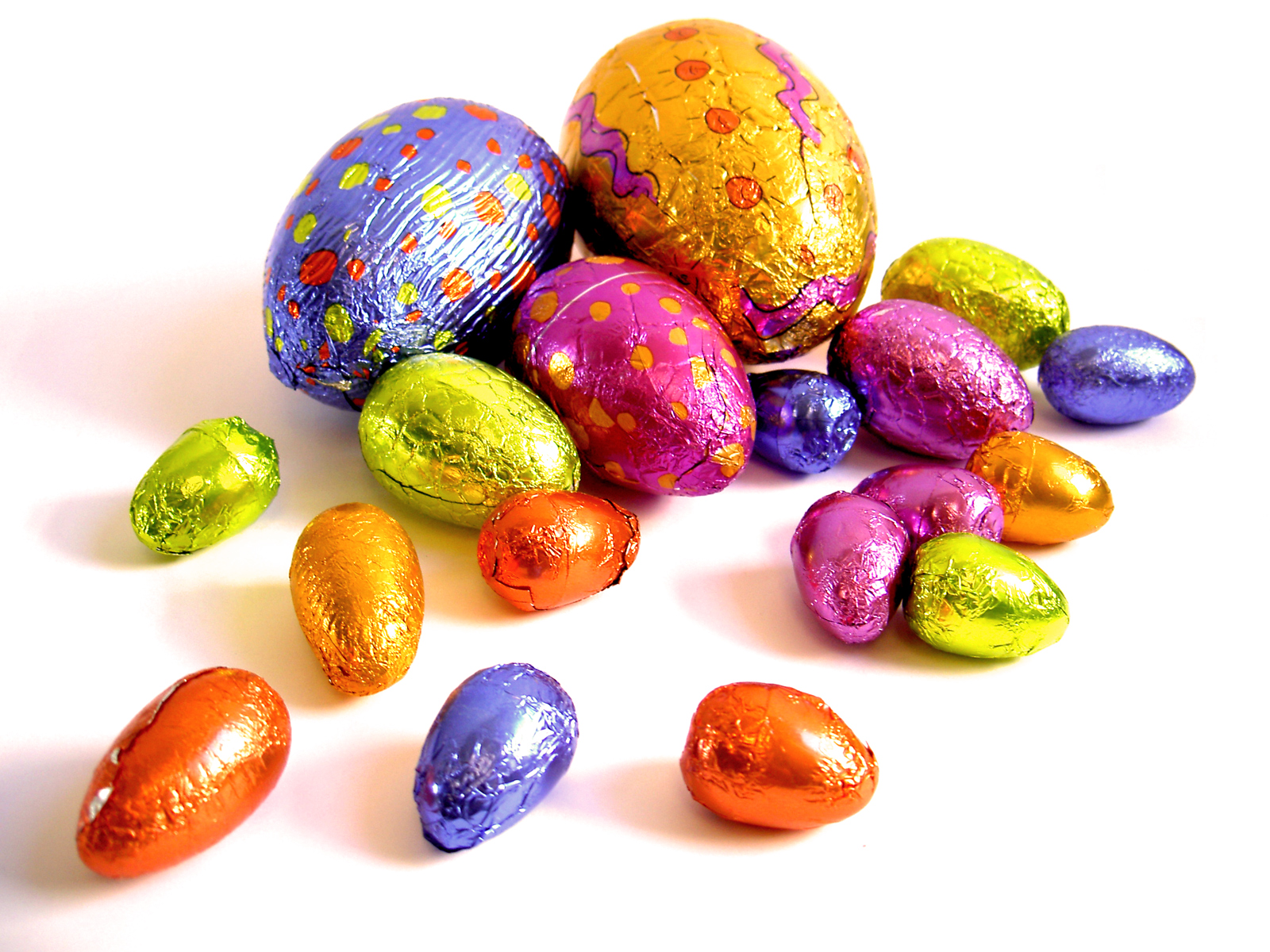
Dans la tradition chrétienne, les enfants sont initiés très tôt à la chasse au trésor dans les jardins particuliers les lendemains de Pâques.

Une chasse au trésor est une épreuve ludique où les participants, généralement regroupés en équipes, doivent trouver un cadeau (qualifié de « trésor ») dissimulé par les organisateurs. Des indices sont généralement fournis pour permettre d'arriver au but. 
Les chasses au trésor sont des activités très prisées pour animer des anniversaires d'enfants. L'avènement d'internet a permis aux éditeurs de jeu de démocratiser cette activité en la dématérialisant sous forme d'un fichier téléchargeable qui comprend en général tous les éléments nécessaires à la mise en place du jeu mais aussi parfois les accessoires comme les cartes d'invitation ou les diplômes.
Des chasses au trésor peuvent également être organisées en entreprise, ou dans le cadre de formations.